# Germán Sánchez (Wasserspringer)
Germán Saúl Sánchez Sánchez (* 24. Juni 1992 in Guadalajara) ist ein mexikanischer Wasserspringer. Er startet im 10-m-Turmspringen und zusammen mit Iván García im 10-m-Synchronspringen.
Sánchez nahm im Jahr 2008 in Peking erstmals an Olympischen Spielen teil. Im Turmspringen schied er als 22. im Vorkampf aus. Im 10-m-Synchronspringen errang er mit Iván García bei der Weltmeisterschaft 2009 in Rom Rang acht und 2011 in Shanghai Rang sieben. Zudem gewann das Duo im Jahr 2011 im Rahmen der FINA-World Series einen Wettkampf und wurde zweimal Zweiter. Bei den Panamerikanischen Spielen 2011 in Guadalajara gewann Sánchez Gold im 10-m-Synchronspringen und damit seine erste internationale Medaille. Seine bis dahin größten Erfolge feierte er bei seinen zweiten Olympischen Spielen in London 2012, bei denen er mit seinem Partner beim 10-m-Synchronspringen die Silbermedaille gewinnen konnte, in Rio de Janeiro gewann er 2016 ebenfalls Silber.